# José Mendes Melo Alves
José Mendes Melo Alves (Doze Ribeiras, 12 de novembro de 1936 — Angra do Heroísmo, 13 de março de 1991) foi um político açoriano que, entre outras funções, foi membro da Junta Regional dos Açores e do Governo Regional dos Açores, deputado à Assembleia Legislativa dos Açores e deputado à Assembleia da República.

## Biografia
José Mendes Melo Alves nasceu nas Doze Ribeiras, uma freguesia rural da costa oeste da ilha Terceira. Concluído o ensino secundário no Liceu Nacional de Angra do Heroísmo, matriculou-se no curso de Direito da Universidade de Coimbra, o qual concluiu no ano de 1960.
Terminado o curso, regressou à sua ilha natal, onde acabou por ocupar o lugar de secretário do Governo Civil do Distrito Autónomo de Angra do Heroísmo, cargo que exerceu até à extinção daquele distrito em 1975 na sequência da criação da Junta Regional dos Açores. Em 1976, com a criação da administração regional autónoma, passou como jurista aos quadros da Secretaria Regional da Administração Pública.
Na sequência da Revolução de 25 de Abril de 1974 aderiu à linha autonomista que acabou por originar o Partido Popular Democrático nos Açores, tendo colaborado activamente na redacção do Estatuto Provisório de Autonomia dos Açores, diploma elaborado sob a égide da então Junta Regional dos Açores.
A sua carreira no Partido Popular Democrático, depois renomeado Partido Social Democrata levou-o a ser dirigente destacado, membro da Comissão Política e presidente da Mesa do Congresso. Integrou, nos anos finais da sua vida, uma ala crítica designada por Grupo da Terceira.
Fez parte do I Governo Regional dos Açores (1976-1980), com as funções de Secretário Regional da Administração Pública, cabendo-lhe dirigir a instalação da administração regional autónoma e a dissolução dos órgão administrativos do Estado Novo nos Açores. Foi reconduzido no cargo em 1980, integrando o II Governo Regional dos Açores na mesma pasta, mas saiu do executivo em 1982, passando a ocupar as funções de deputado no parlamento açoriano, funções em que foi membro da Mesa.
Foi eleito deputado pelo círculo eleitoral dos Açores à Assembleia da República, exercendo o mandato nas IV e V legislaturas.